# Bioladen

Naturkostladen 1978 in Offenbach

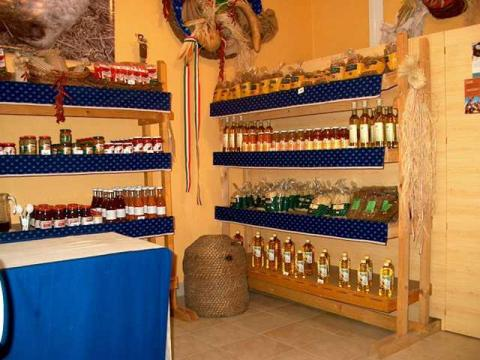
Bioladen, Kecskemét, Ungarn

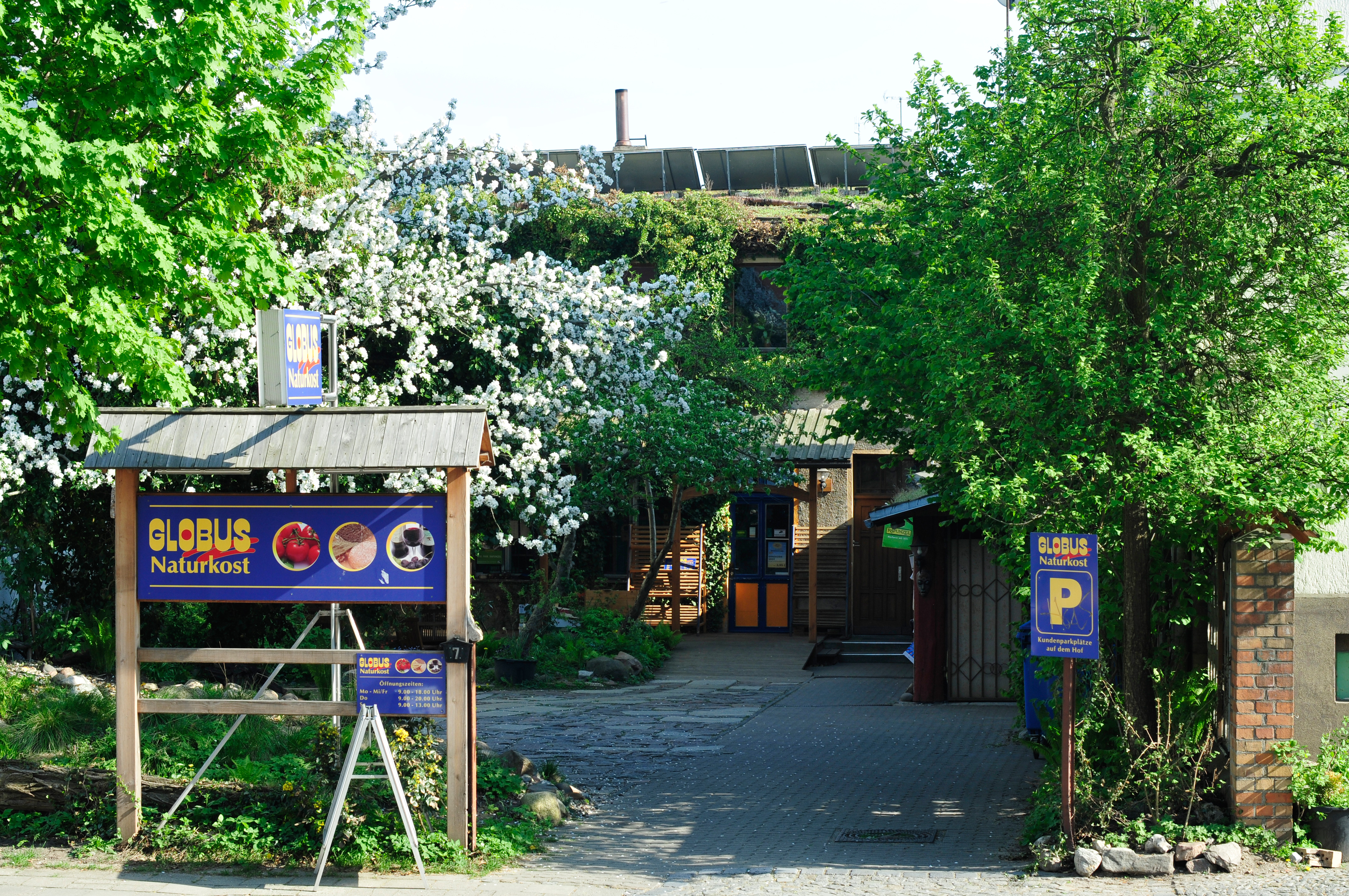
„Globus“ Naturkostladen 2012 in Eberswalde

Ein Bioladen (auch: Naturkostladen) ist ein Lebensmittelladen, dessen zum Verkauf angebotene Produkte aus ökologischer Landwirtschaft und umweltfreundlicher Verarbeitung stammen. Neben Lebensmitteln, bei denen der Schwerpunkt auf Naturkost liegt, werden häufig auch Körperpflege- und Reinigungsmittel, Bekleidung und andere Produkte des täglichen Bedarfs angeboten – wesentliche Aspekte dabei sind eine möglichst geringe Schadstoffbelastung der angebotenen Waren sowie deren umweltgerechte Herstellung. Die Lebensmittel stammen nahezu alle aus ökologischer Landwirtschaft. Konventionell angebaute Lebensmittel werden fast nie in Bioläden verkauft; wenn doch, dann sind sie in der Regel gekennzeichnet. Gentechnisch veränderte Lebensmittel sind in Bioläden nicht zu finden.

## Geschichte

### 1970er-Jahre
Bioläden entstehen am Anfang der 1970er-Jahre zunächst in großen Städten. Als erster deutscher Bioladen gilt der 1971 in Berlin eröffnete Laden „Peace Food“, der von Ramon und Anchala Markus betrieben wurde und Mitte der 70er-Jahre von der Yoga-Organisation Ananda Marga übernommen wurde. Innerhalb des Jahrzehnts wuchs die Anzahl der Läden in den dreistelligen Bereich. Bereits 1975 gab es den ersten Großhändler, ab 1979 regionale Verteilergenossenschaften. In dieser Zeit verkauften Bioläden vor allem vegetarische Lebensmittel aus traditioneller Erzeugung, die von den Kunden oft selbst aus Säcken oder Kartons abgefüllt werden mussten. Hinzu kam ein Angebot von Waren, die mit einem alternativen Lebensstil verbunden werden: Kerzen, Räucherstäbchen, Henna, Umweltschutzpapier, Bücher und Broschüren. Ein Kernprodukt dieser Zeit war das selbst gemischte Müsli. Im Laufe der 1970er Jahre entwickelten sich die Bioläden zu kommunikativen Treffpunkten, die die Basisarbeit verschiedener politischer Gruppen und Bürgerinitiativen als Multiplikatoren unterstützten.
Das Studentenpaar Ushij und Rupert Matzer gründeten 1979 in Graz, Schillerstraße 15 den ersten Bioladen Österreichs. Mit 4 Standorten, auch ich Gleisdorf und Hartberg wurde er um 2020 an Sohn Micha Matzer übergeben. Wegen zu geringen Ertrags – im Zuge allgemeiner Preissteigerungen wird weniger im Bioladen eingekauft – sollen ab Mai 2023 Genossenschaften der Konsumenten die Läden übernehmen.

### 1980er-Jahre

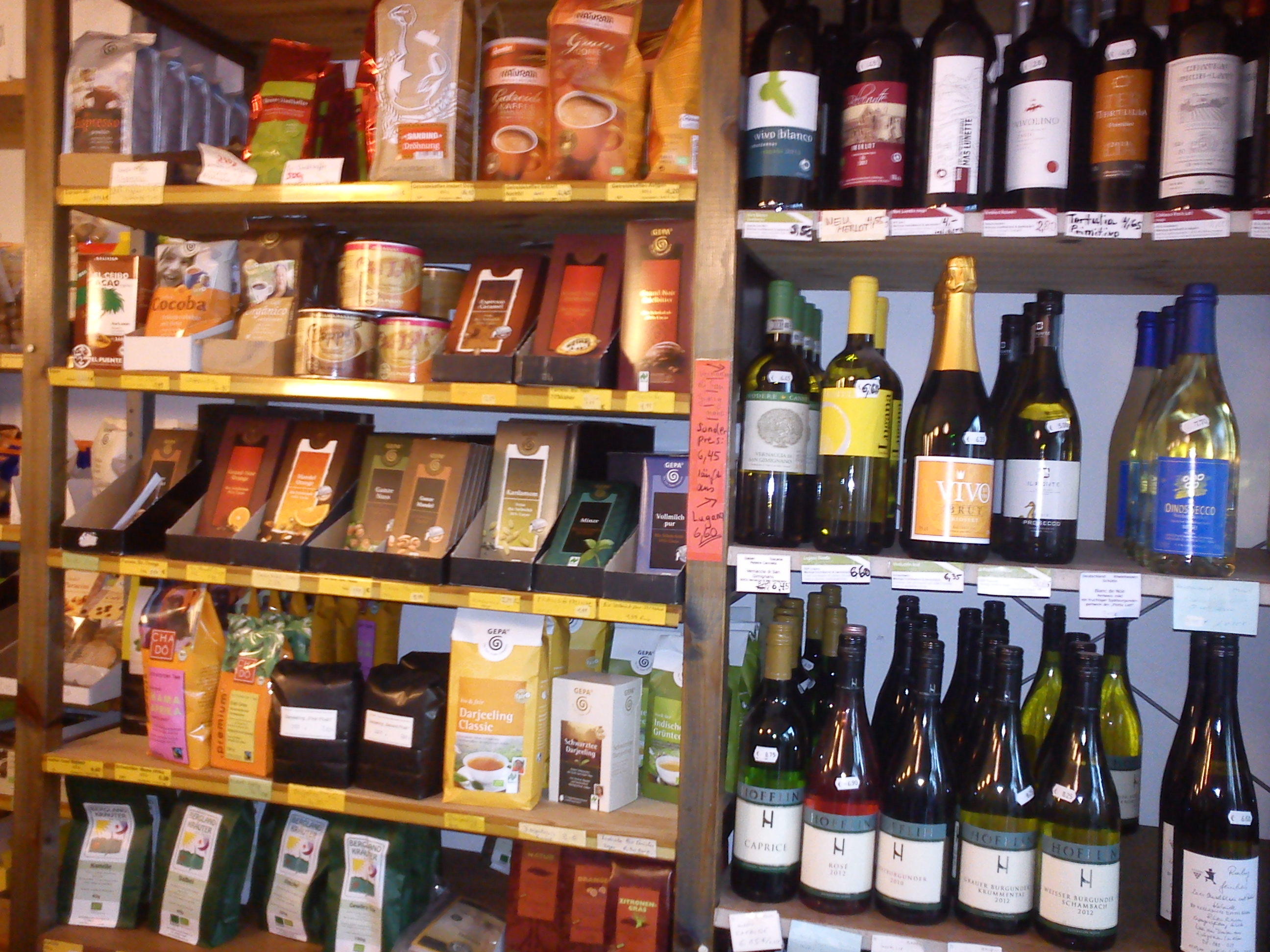
Verkaufsregal im Bioladen der Genossenschaft EVG Bremen

Nachdem die Zahl der Läden auf über 1000 Verkaufsstellen gewachsen war, konzentrierten sich zahlreiche Inhaber auf effizienteres Arbeiten und ein verbessertes Erscheinungsbild. Damit öffneten sich die Läden zunehmend auch dem Normalkunden. Über Zusammenschlüsse versuchte die Szene, sich als Branche zu präsentieren und in Warenbeschaffung, Fortbildung und Öffentlichkeitsarbeit zusammenzuarbeiten. Auch erste Qualitätskontrollen der Bioprodukte wurden gemeinsam organisiert. Daraus entstand der Bundesverband Naturkost e. V. als Interessenvertretung des Einzelhandels, der 1988 in den Bundesverband Naturkost Naturwaren Einzelhandel e. V. umgewandelt wurde. Im selben Jahr wurde auch der Bundesverband der Naturkost- und Naturwaren-Großhändler e. V., der Vorläufer des heutigen Bundesverbandes Naturkost Naturwaren Herstellung und Handel e. V. gegründet. Die beiden Bundesverbände Naturkost Naturwaren setzten sich für den Erhalt der gewachsenen Fachhandelstruktur ein. Kaufhäuser und Supermärkte begannen in den 1980er-Jahren, sich für die Listung von Bio-Sortimenten zu interessieren.

### 1990er-Jahre
Die Professionalisierung der Bioläden führte in den 1990er-Jahren endgültig zu einer Neupositionierung: Nur wenige Bioläden blieben dem Image der 1970er verpflichtet, die meisten verstanden sich als beratungsstarke Fachgeschäfte für ökologisch erzeugte Produkte. Ideologische Vorbehalte, etwa von Vegetariern, und gesundheitsorientierte Kaufmotive, etwa von Anhängern der Vollwertkost, wurden dieser Ausrichtung untergeordnet: Müsli, Vollkornbrot und Tofu gab es zwar weiterhin, doch sowohl Fleisch als auch Zucker gehörten mehr und mehr zum Angebot – allerdings grundsätzlich aus biologischer Erzeugung. Mit der EG-Verordnung zum ökologischen Landbau (EGVO 2092/91) wurde 1991 ein weiteres Kontrollreglement eingeführt, das 1999 um Richtlinien für Tierprodukte erweitert wurde. Konventionelle Supermärkte versuchten sich mit mäßigem Erfolg als Konkurrenz zum Naturkost-Fachhandel, umgekehrt gab es ab etwa Mitte der 1990er erste Experimente mit reinen Bio-Supermärkten.

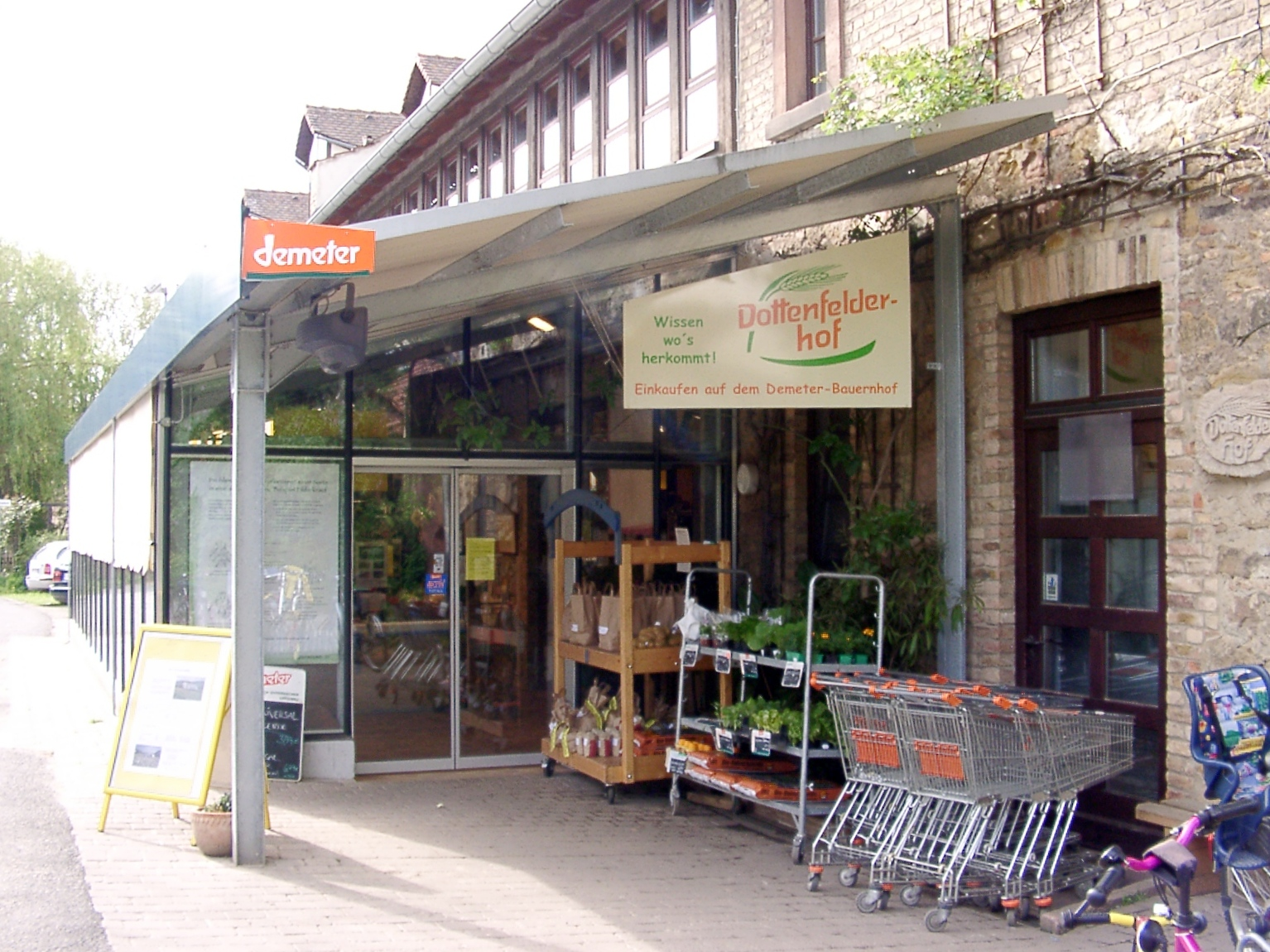
Hofladen eines biologisch-dynamisch bewirtschafteten Bauernhofs (Dottenfelderhof)

### Nach 2000
Das Produktangebot wurde erweitert und stärker dem Kundenbedürfnis angepasst sowie durch eine fachkundige Beratung weiter ergänzt. Zunehmend eröffnen Bio-Supermärkte oder Bioläden mit Käse- und Fleischtheke und integriertem Öko-Bäckerei-Shop. Außerdem greifen viele Bioläden die Idee vom Lieferservice auf, um ihren Kunden bereits zusammengestellte Gemüsekisten inklusive Rezeptvorschlägen zu bieten. Mit der Eröffnung des ersten Vierlinden-Naturmarktes in Düsseldorf wagte sich mit der Rewe-Gruppe der erste große deutsche Lebensmittelhändler in das Marktsegment. Bis 2011 wurden die Vierlinden-Märkte jedoch auf andere Rewe-Formate umgestellt, veräußert oder geschlossen. Stattdessen führte Rewe das Biomarkt-Konzept Temma ein, das aus 9 Filialen bestand und bei dem der Verkauf von Bio-Lebensmitteln mit Gastronomie verbunden war, das jedoch 2017 wieder eingestellt wurde. Nur auf zwei Geschäfte in Köln, die 40 % des gesamten Umsatzes der Kette machten, wurden einer ehemaligen Rewe-Managerin weitergeführt. Ein neuer Trend ökologisch bewussten Einkaufens ist das Thema Verpackungsfreiheit. 2013 zeichnete das Bundeswirtschaftsministerium das Konzept eines Berliner Bioladens aus, der Verpackungsfreiheit anstreben will.
Die wirtschaftlichen Probleme der 2020-Zeit gehen auch an der Bioladen-Branche nicht vorüber.

## Motivation und Philosophie
Während die in den 1920er-Jahren entstandenen Reformhäuser ihre Wurzeln vorrangig in der Lebensreformbewegung verorten, gibt es bei der Gründung der Bioläden unterschiedliche Beweggründe, die zunächst in eine Fülle von Ausrichtungen münden. Darunter lassen sich in den 1970ern drei Hauptmotive ausmachen, die auch in Mischformen auftreten: Die Waren sollen 1. umweltfreundlich hergestellt werden, 2. politischen Zielen dienen und/oder 3. der spirituellen Entwicklung förderlich sein.
1. Mit dem angebotenen Sortiment soll ein Umweltbewusstsein geschaffen und eine Veränderung in Handel und Konsum eingeleitet werden. Außerdem lässt sich der frühe Bioladen per Mitarbeit als Aktionsplattform für Kritiker konventioneller Landwirtschaft und Lebensmittelproduktion nutzen.
2. Mit einer Arbeitsweise jenseits herkömmlicher Geschäftsstrukturen bietet sich der Bioladen als Treffpunkt und Forum für politische Aktivisten von Atomkraftgegnern bis Friedensinitiativen. Aufklärungsarbeit durch Kundenansprache soll dort ebenso betrieben werden wie die finanzielle Unterstützung gleichgesinnter Bauern durch die Handelstätigkeit.
3. Ein Bioladen kann Arbeitsplätze für Anhänger derselben, meist fernöstlichen, Philosophie schaffen und für Weltanschauungen ebenso wie esoterische Ziele bis hin zum eigenen Guru werben. Über den Laden lassen sich außerdem exotische Lebensmittel für eine spirituell motivierte Ernährungsform beschaffen.

Die Grenzen zwischen Kunden und Einzelhändler werden in der Anfangszeit durchbrochen: Die Kunden unterstützen die Ziele des Bioladens sowohl ideologisch als auch durch aktive Mitarbeit, etwa beim Abpacken von Produkten oder bei Umbauten in den Verkaufsräumen. Die Besitzer wiederum führen häufig eine offene Kalkulation und machten keine nennenswerten Gewinne. Bis weit in die 1990er-Jahre hinein, in Einzelfällen auch noch heute (2005), nennen sich Bioladenbesitzer nicht Unternehmer oder Inhaber, sondern „Ladner“. Dennoch hat sich die Rollenverteilung verändert: Bioläden sollen Gewinne erwirtschaften und setzen ihren Kunden gegenüber auf Service und Werbung; eine aktive Einbeziehung der Kunden findet nur noch äußerst selten statt.
2005 verstehen sich Bioläden kaum mehr als Zentrum politischer oder esoterischer Ideen. Umweltschutz dagegen ist noch immer ein positiv bewerteter Aspekt des Sortiments. Auch dieser wird übertroffen von neuen Motiven: Im Bioladen stehen nun vor allem Gesundheit und Genuss von hochwertigen Lebensmitteln im Vordergrund, hinzu kommt die Sorge vor Lebensmittelskandalen.

## Unterschied zwischen Bioläden und Reformhäusern
In Bioläden sind Lebensmittel aus nicht-ökologischer Landwirtschaft mittlerweile die absolute Ausnahme. In Reformhäusern dagegen steht die Einhaltung der Richtlinien der „Vereinigung Deutscher Reformhäuser e.G.“ im Zentrum des Geschäftsmodells. Das Angebot soll Artikel der gesunden und ernährungsphysiologisch wertvollen Ernährung und Körperpflege umfassen, deren Wirkstoffe aus natürlichen Quellen stammen. Die Lebensmittel stammen in der Regel aus der biologisch-dynamischen Landwirtschaft. Zudem finden sich in Reformhäusern sogenannte Nahrungsergänzungsmittel (Vitamintabletten, Omega-3-Fettsäure-Kapseln etc.), die in Bioläden normalerweise nicht verkauft werden oder zumindest nur in geringer Auswahl vorhanden sind, sowie zahlreiche Produkte, die nicht den Grundsätzen der Vollwerternährung entsprechen. Ein Schwerpunkt der Reformhäuser liegt traditionell auf diätetischen Lebensmitteln. Da viele aus der Lebensreformbewegung auch den Genuss von Alkohol ablehnen, sind entsprechende Produkte in Reformhäusern nicht zu finden. In Bioläden findet sich dagegen oft ein Regal mit Wein aus ökologischem Anbau.